# Slavasshøgda
Der Slavasshøgda (auch Slåvannshøgda) ist ein 336,1 moh. hoher Berg in Norwegen. Er stellte die höchste Erhebung der ehemaligen Provinz Østfold dar und gehört zur Kommune Aurskog-Høland, früher Rømskog.
Er befindet sich etwa 5 km südwestlich der Ortschaft Sandem und des Rømsjøen. Die Schartenhöhe des Berges beträgt 123,1 m, die Dominanz gegenüber dem nächsthöheren Berg beträgt etwa 16,5 km. Der Gipfel ist als solcher schwer auszumachen, da er sich nur unmerklich vom Terrain abhebt. Er ist jedoch mit einem kurzen, in den Boden eingelassenen Metallbolzen gekennzeichnet. Die Umgebung ist vollständig bewaldet.